# 青梅市立第四小学校
青梅市立第四小学校（おうめしりつ だいししょうがっこう）は、東京都青梅市東青梅にある小学校。四小（よんしょう）と呼ばれることもあるが、正確には「だいし」小学校であり、「だいよん」小学校ではない。児童数は約450人。最寄り駅はJR青梅線東青梅駅。
なお、校歌の作詞者は西條八十、作曲者は渡邊浦人である。

## 沿革
- 昭和26年　青梅市立青梅第二小学校として創立
- 昭和28年　青梅市立第４小学校と名称変更
- 昭和59年　青梅市立吹上小学校開校に伴い、児童の一部が転校
- 平成7年　青梅市立第四小学校と名称変更

## 主な課外クラブ
- 金管バンド部

## 関係者

### 教職員
- 前田美子（合唱指導者）
- 村野聡（教育者）

## 周辺施設など
- 東青梅駅
- 青梅市役所
- 東京都立青梅総合高等学校
- 青梅鉄道公園
- 大塚山公園
- 吹上しょうぶ公園
- 多摩リハビリテーション学院
- 青梅信用金庫